# Roman Romanenko
Roman Jur'evič Romanenko (Ščëlkovo, 9 agosto 1971) è un cosmonauta russo.

## Biografia
Romanenko è nato il 9 agosto 1971, a Ščëlkovo, in Russia. I suoi genitori, Yuri Victorovich Romanenko e Aleftina Ivanovna Romanenko vivono a Star City. Il padre è anch'esso un cosmonauta, ora ritirato, selezionato nel 1970. 
È sposato con Yulia Leonidovna Romanenko (Danilovskaya) e hanno due figli. Dopo essersi diplomato alla scuola superiore della Città delle Stelle nel 1986 è entrato nella scuola militare Leningrad Suvorov, diplomandosi nel 1988. Lo stesso anno è entrato nella scuola aeronautica di Chernigov, diplomandosi quattro anni dopo come pilota ingegnere. Successivamente ha servito l'aeronautica militare russa come ingegnere di laboratorio e copilota. Ha voltato con gli aerei L-39 e Tu-134, accumulando più di 800 ore di volo, diventando un pilota di Terza Classe dell'Aeronautica militare Russa.

## Carriera come cosmonauta
È stato selezionato come candidato cosmonauta del Centro di addestramento cosmonauti Jurij Gagarin (GCTC) nel 1997, facendo parte del gruppo TsPK 12 all'età di 25 anni. A novembre 1999, dopo i due anni di addestramento base, è stato qualificato come cosmonauta. Dall'aprile del 2002 all'aprile del 2007 si è addestrato come membro di backup di diverse missioni spaziali, tra cui ingegnere di volo delle Expedition 9, 11 e 15, comandante Sojuz, ingegnere di volo in un lancio Shuttle e comandante della Stazione spaziale internazionale (ISS).  Nell'agosto del 2008 ha iniziato l'addestramento come membro dell'equipaggio principale per l'Expedition 20/21.
Il 27 maggio 2009 è partito per la sua prima missione a bordo della Sojuz TMA-15, da lui comandata, dal Cosmodromo di Baikonur, in Kazakistan, con i colleghi Frank De Winne e Robert Thirsk, diventando il terzo viaggiatore nello spazio di seconda generazione, dopo Sergei Volkov e Richard Garriott. Durante l'Expedition 20/21 ha trascorso 187 giorni nello spazio vivendo e lavorando sulla ISS come ingegnere di volo, tornando poi sulla Terra il 1º dicembre 2009. È tornato sulla ISS per la sua seconda missione, l'Expedition 34/35, il 19 dicembre 2012 a bordo della Sojuz TMA-07M con l'astronauta canadese Chris Hadfield e l'astronauta NASA Thomas Marshburn. Il 19 aprile 2013, durante l'Expedition 35, ha compiuto la sua prima attività extraveicolare (EVA) con il collega russo Pavel Vinogradov, della durata di 6 ore e 38 minuti. Si è sganciato dalla Stazione il 14 maggio 2013 (ora italiana), dopo 145 giorni nello spazio, atterrando nelle steppe del Kazakistan poche ore dopo.
Dall'agosto del 2012 fino 2014 è stato vice comandante del corpo cosmonauti del TsPK (GCTC).
Il 5 novembre 2014 si è ritirato dal corpo cosmonauti per motivi di salute.